# Matías Barrio y Mier
Pour les articles homonymes, voir Mier.
Matías Barrio y Mier, né à Verdeña (province de Palencia) le 10 février 1844 et mort à Madrid le 23 juin 1909, est un avocat, professeur d’université (catedrático) et homme politique traditionaliste espagnol.